# Lyu Fanpu
Lyu Fanpu (en chino: 吕凡普; 5 de diciembre de 1992) es un deportista chino que compite en remo. Ganó una medalla de oro en el Campeonato Mundial de Remo de 2019, en la prueba de cuatro scull ligero.

## Palmarés internacional
| Campeonato Mundial | Campeonato Mundial   | Campeonato Mundial | Campeonato Mundial  |
| Año                | Lugar                | Medalla            | Prueba              |
| ------------------ | -------------------- | ------------------ | ------------------- |
| 2019               | Ottensheim (Austria) | Medalla de oro     | Cuatro scull ligero |